# Klaun

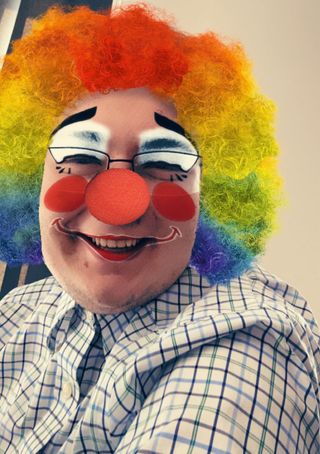
Obecný vzhled klauna

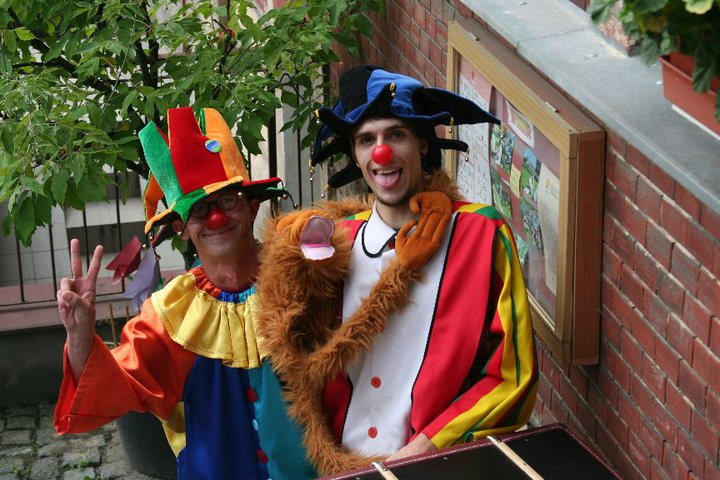
Šikula a Chytrolín

Klaun je komediální účinkující vystupující na jevišti divadla, v televizi nebo v cirkusu či ve varieté, někdy je též nazýván souslovím cirkusový šašek. Rozlišovacím znakem klauna od jiných komediantů je zejména jeho červený nos a způsob hraní tzv. vnitřní[ujasnit].

## Vzhled a vystupování klauna
Klaun býval nalíčen a to velmi znatelně až přehnaně. Současní klauni se líčí jen lehce nebo vůbec.
Klaun se obléká do šatů většího čísla a neláme si hlavu s kombinací barev. Klaunský oděv může také mít velké zjevné záplaty, časté jsou i veliké kšandy. Součástí vzhledu může být i roztodivná paruka. Vizáži dominují křiklavé barvy a rozličné rušivé vzory. Někteří klauni preferují naopak střídmost, což dává více vyniknout jejich hereckému talentu.
Obutí bývá nadměrně veliké (klaunské boty). Boty mohou být zbarveny různě, posešívané ze zbytků kůže či naopak přehnaně ozdobené. Velké oblečení i boty napodobují malého chlapce.
Nejtypičtějším znakem klauna je však umělý červený nos. S gumičkou nebo bez. S dírkami pro ventilaci nebo dokonce celý pěnový (sponge nos). V některých případech postačuje i namalovaná tečka.

Klaun baví zejména neverbální komunikací s okolím. Řečí těla, mimikou a grimasami, posunky. Pomáhat si může všelijakými roztodivnými zvuky vyluzovanými ústy. Jsou tací, co si pomohou píšťalkou nebo foukací harmonikou. Zvláštní kategorií klaunů jsou výstupy tzv. hudebních klaunů popřípadě slovních klaunů, kteří se od klasických cirkusových klauniád odlišují. Klauni také mohou vystupovat ve dvojicích, popřípadě ve dvojici i s nějakým zvířetem (např. se psem či opicí). Vystupování ve dvojici je jednodušší než hrát etudy s publikem. 
Běžné je umělecké klaunské jméno.

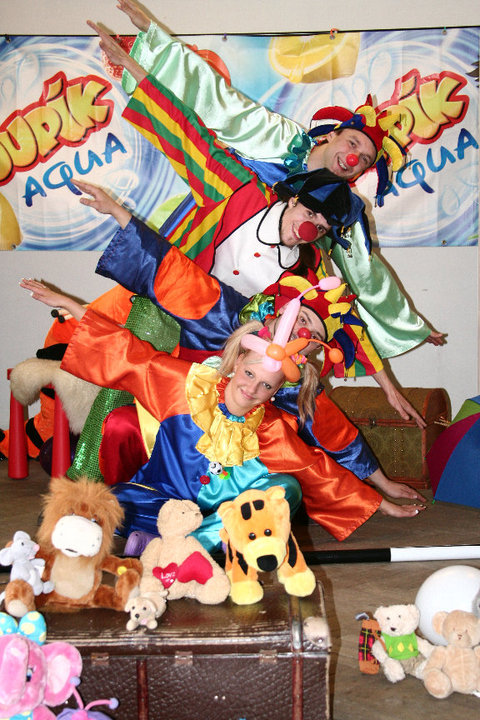
Klauni z Balónkova

Podle způsobu hraní klauniád, podle přístupu k dětem a hlavně k sobě navzájem se klauni dělí v základu na dvě školy. Školu evropskou a školu americkou. Škola americká vznikla později, až s rodeem a potřebou udržet pozornost diváka. Představení je plné agrese a násilí, klauni se navzájem nakopávají a ubližují si. V cirkuse se tato forma dlouho neudržela, diváky brzy přestalo bezduché mlácení a kopání bavit.
Malý pozitivní vliv jí ovšem připsat musíme. Díky americké škole došlo rychleji k reformě, transformaci školy evropské, která byla příliš upjatá a bojácná vlivem dlouhého období feudalismu.
Dětská naivita, konflikt a upřímně zahrané emoce. To jsou základní kameny klaunské etudy. Úkolem klauna je vyvolat emoce v divákovi. Čím silnější, tím lépe. A nezáleží, jestli je to pláč nebo bouřlivý smích. Naivní snílek, neohrabaný ve svém počínání, dokáže mistrně manipulovat s energií publika a vytvářet různé reakce.
95% současných světových klauniád dodržuje školu evropskou. Ta je nenásilná, ale klidně může být aktivní i rychlá. Klauni si navzájem dělají malé kamarádské naschvály nebo se nehody dějí úplnou náhodou. Využívá se nové i staré komedie, parodují se vzájemné vztahy (např. lakomství, chtíč...), kritizuje politická situace (brblání jako v krčmě) či se jen poukazuje na krásy přírody (rozkvetlá louka a motýl) nebo vysvětlují základní fyzikální zákony (oheň, zrcadlo, voda). Klauniáda se využívá i ve školství - nenásilnou formou interaktivní divadelní hry si děti rychle osvojí základní pravidla chování v lese, na cestě apod. 
Degradaci pojmu klaun přinesl maskot rychlého občerstvení McDonald's.

### Čeští klauni
Jakožto klauni občas vystupovali a vystupují i někteří divadelní a filmoví herci a moderátoři, např. Lubomír Lipský, Miloš Kopecký, Bolek Polívka, Jiří Štuchal,[zdroj?] Felix Holzmann, Jiřina Jirásková (Lulu ve hře August August, august, film Smyk) a další.

### Zahraniční klauni
Významnými zahraničními klauny byli např. Grock, Leonid Jengibarov. 
Jako klauni se označují i slavní představitelé němých grotesek, i když nepoužívali typické klaunské atributy. Patří mezi ně např. Charlie Chaplin, Stan Laurel & Oliver Hardy, Charley Chase a Buster Keaton.

### Zlí klauni
V roce 2016 se objevil fenomén tzv. zlých klaunů, který způsobil veřejnou paniku v různých částech světa. K popularizaci fenoménu značně přispěly sociální sítě.

## Zdravotní klaun
Zdravotní klaun je dobročinná organizace založená roku 2001. Pomáhá dětem v nemocnicích i geriatrickým pacientům procházet procesem léčby s úsměvem. V České republice působí 86 profesionálních Zdravotních klaunů, kteří pravidelně navštěvují 63 nemocnic, 8 domovů pro seniory a 2 hospice. Při práci používají tituly jako Doktor Pytlík jako primář, Doktoři Dudel, Voháňka a sestra Božena Složená, Docent Břicháček se sestrami Růženou Čípkovou a Květuší Vitamínovou.

## Pravopis
Čeština původně užívala anglický pravopis clown. Ještě v roce 1939 považovali čeští jazykovědci počeštěnou verzi klaun za pravopisně nesprávnou.